# Methia bicolorata
Methia bicolorata är en skalbaggsart som beskrevs av Linsley 1962. Methia bicolorata ingår i släktet Methia och familjen långhorningar. Inga underarter finns listade i Catalogue of Life.